# Joe Thomas (acteur)
Pour les articles homonymes, voir Joe Thomas et Thomas.
Joe Thomas, né le 28 octobre 1983 à Chelmsford (Royaume-Uni) est un acteur anglais. Il s'est fait connaitre pour son rôle dans la sitcom Les Boloss : Loser attitude (The Inbetweeners) de 2008 à 2010, et ses deux adaptations au cinéma, Les Boloss en 2011 et The Inbetweeners 2 (en) en 2014.

## Biographie
Né à Chelmsford dans l'Essex Joe Thomas est l'ainé d’une fratrie de quatre garçons. Il fait ses études au Pembroke College de Cambridge où il devient membre du club de théâtre Footlights. Il y fait la connaissance de Simon Bird avec qui il jouera par la suite dans la série télévisée à succès Les Boloss : Loser attitude.
En 2011, Joe Thomas et Simon Bird écrivent en collaboration avec Jonny Sweet (en), un autre ancien de Footlights, Chickens, un sketch satirique sur les objecteurs de conscience de la première Guerre mondiale, qui sera d'abord diffusé comme un épisode de l'émission Comedy Showcase (en), avant de devenir une mini-série à part entière de six épisodes Chickens (en).
Il joue un des rôles principaux dans les séries Fresh Meat de 2011 à 2016 puis White Gold de 2017 à 2019.
En 2018 il est à l'affiche au cinéma dans The Festival (en), réalisé par Iain Morris (en), un des scénaristes des Boloss.

## Vie privée
En 2017 Joe Thomas se fiance avec l'actrice Hannah Tointon (en) rencontrée dès 2010 sur le tournage de la série Les Boloss.

## Filmographie

### Cinéma
- 2011 : Les Boloss (The Inbetweeners Movie) de Ben Palmer : Simon Cooper
- 2014 : The Inbetweeners 2 (en) de Damon Beesley (en) et Iain Morris (en) : Simon Cooper
- 2015 : Scottish Mussel (en) de Talulah Riley : Danny
- 2016 : The Darkest Universe (en) de Tom Kingsley (en) : Toby
- 2018 : The Festival (en) de Iain Morris (en) : Nick
- 2022 : We Are Not Alone (en) de Fergal Costello : Greggs
- 2023 : Sacrées Momies (Mummies) de Juan Jesús García Galocha : Thut (voix)

### Télévision
- 2008-2010 : Les Boloss : Loser attitude : Simon Cooper (18 épisodes)
- 2010 : Doctor Who: The Eighth Doctor Adventures : Theo Lawson (saison 5, épisode 2)
- 2011 : Comedy Showcase (en) : George Wright (saison 3, épisode 1)
- 2011-2013 : Chickens (en) : George Wright (7 épisodes)
- 2011-2016 : Fresh Meat : Kingsley Owen (30 épisodes)
- 2012 : Threesome (en) : Enseignant (saison 2, épisode 1)
- 2017-2019 : White Gold : Martin Lavender (12 épisodes)
- 2017 : Drunk History (en) : Alexander Graham Bell (saison 3, épisode 1)
- 2021 : Criminally Funny : Narrateur
- 2022 : Maternal : Dr Matt Malyon (6 épisodes)
- 2022 : Plebs: Soldiers of Rome de Sam Leifer (téléfilm) : Amadeus